# Église de Ruokolahti
L'église de Ruokolahti (en finnois : Ruokolahden kirkko) est une église  évangélique-luthérienne à Ruokolahti en Finlande.

## Histoire

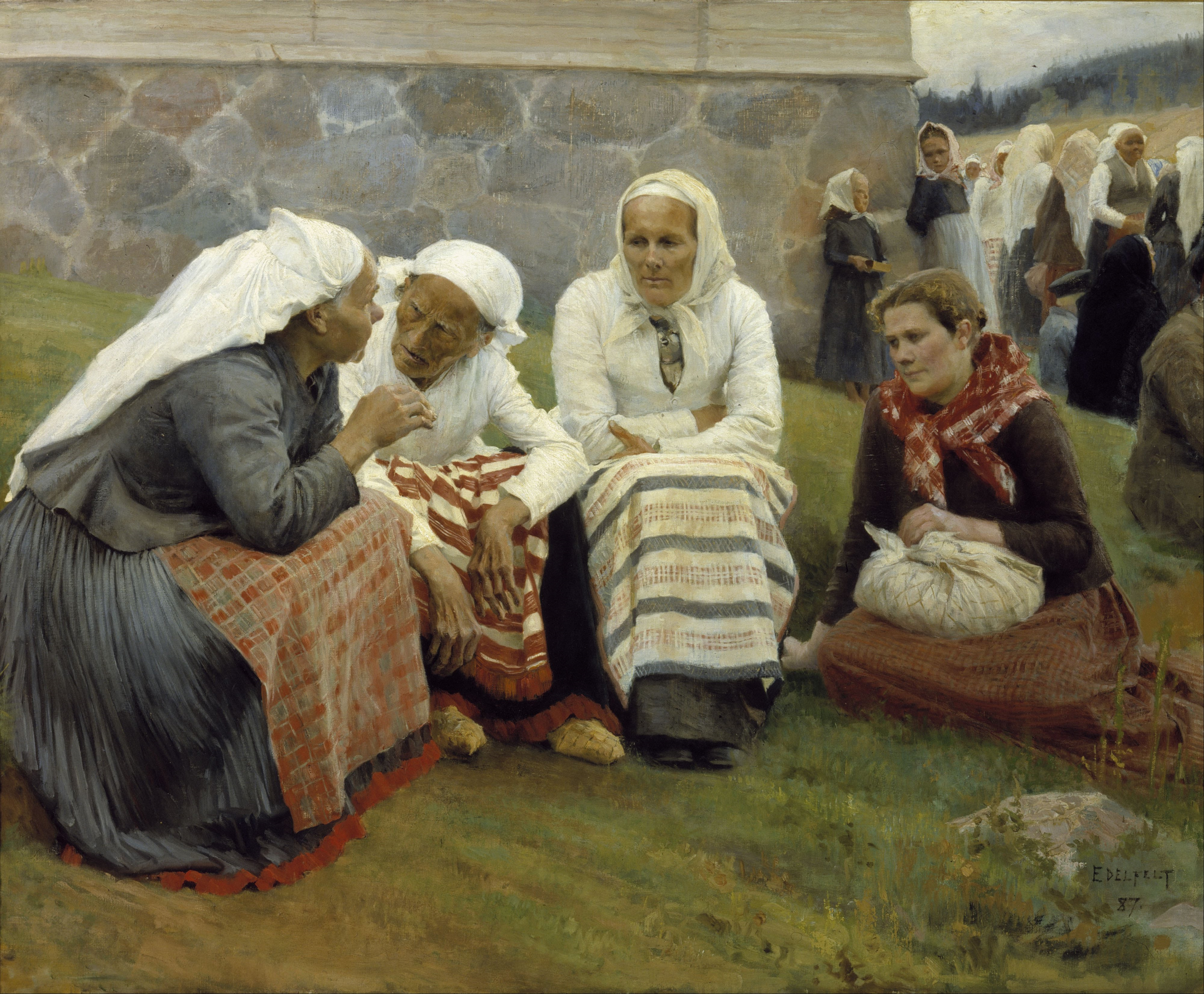
Albert Edelfelt, Vieilles femmes sur la colline de l'église de Ruokolahti, 1887.

L'église est historiquement la quatrième de Ruokolahti, elle est construite au sommet d'un colline de Ruokolahti. L'église appartient au répertoire des Sites culturels construits d'intérêt national de la Direction des musées de Finlande.
L'église est conçue par Ernst Bernhard Lohrmann en 1852 dans un style néogothique. Le maître d'œuvre Theodor Johan Tolpon dirige sa construction qui se termine en 1854.
Le clocher est fabriqué en 1752 pour l'ancienne église, il devait être détruit au début du XIXe siècle car on craignait qu'il ne s'écroule mais dans les années 1930 il est vendu à la paroisse de Seurasaari. Cette construction des plus anciennes de Ruokolahti est pourtant toujours en place. 
L'église de Ruokolahti est célèbre aussi grâce au tableau Vieilles femmes sur la colline de l'église peint par Albert Edelfelt.
La direction des musées de Finlande a classé l'église et son clocher parmi les sites culturels construits d'intérêt national.